# Honky Tonk Women
«Honky Tonk Women» es una canción y sencillo de la banda británica The Rolling Stones, compuesta por Mick Jagger y Keith Richards. Lanzado únicamente como sencillo en 1969, aunque una versión country fue incluida en el álbum Let It Bleed, alcanzó el tope de las listas a ambos lados del Atlántico. Además, este es el primer material del grupo presentando al guitarrista Mick Taylor.

## Inspiración y grabación
La canción fue escrita mientras Jagger y Richards pasaban las fiestas de fin de año de 1968 en Brasil. Inspirada en las caipiras, o mujeres pobres rurales del interior brasileño que conocieron en el rancho donde se hospedaban en Matão, São Paulo, fue concebida inicialmente como una canción country acústica, trasladada a las mujeres de los rudos bares honky tonk del sur de los Estados Unidos. 
«Honky Tonk Women» fue grabada en dos versiones por la banda: la más exitosa que apareció en el sencillo, y una versión llamada «Country Honk», con letras ligeramente diferentes, incluida en Let It Bleed. 
En cuanto a su temática, una «honky tonk woman» es una mujer que baila en un bar honky tonk y que posiblemente trabaja como prostituta o está dispuesta a mantener relaciones sexuales ocasionales. El escenario que describe la canción es en Memphis, Tennessee, mientras que «Country Honk» menciona a Jackson, Misisipi.
La banda inicialmente grabó la versión «Country Honk», en Londres a principios de marzo de 1969. Brian Jones estuvo presente durante estas sesiones y puede haber tocado en el primer puñado de tomas y demos. Fue su última sesión de grabación con la banda.
La canción se transformó en el popular hit «Honky Tonk Women» en la primavera de 1969, antes de que Mick Taylor se uniera al grupo. En una entrevista en la revista Crawdaddy!, Richards atribuye a Taylor por influir en la canción: "... la canción fue originalmente escrita como una verdadera canción country en el estilo de Hank Williams, Jimmie Rodgers; típica de los 1930. Y se volvió a esta otra cosa por Mick Taylor, que entró con una sensación completamente diferente, tirándola de la pared de otra manera". Sin embargo, en 1979, Taylor lo recordó de esta manera: "Definitivamente agregé algo a «Honky Tonk Women», pero estaba más o menos completa por el tiempo que llegué y agregué mis overdubs".
«Honky Tonk Women» se distingue por su distintiva apertura con un cencerro. El productor de los Stones, Jimmy Miller, tocó el cencerro para la grabación. 
La interpretación del concierto de «Honky Tonk Women» en Get Yer Ya-Ya's Out! (1970) difiere significativamente de la versión de estudio, con una introducción de guitarra notablemente diferente y la primera aparición en vinilo del segundo verso totalmente diferente.

## Lanzamiento y legado
El sencillo fue lanzado en el Reino Unido el día después de la muerte de Brian Jones, donde permaneció en las listas durante 5 semanas alcanzando el primer lugar. «You Can't Always Get What You Want» fue la canción que acompañó en el lado B. La canción encabezó el Billboard Hot 100 de los Estados Unidos durante cuatro semanas a partir del 23 de agosto de 1969. Fue incluida más adelante en el álbum recopilatorio Through the Past, Darkly (Big Hits Vol. 2) en septiembre. Billboard la clasificó en el puesto # 4 de la lista general de 1969.
Desde su lanzamiento «Honky Tonk Women» ha sido incluida en la mayoría de los álbumes recopilatorios de la banda, incluidos:Through the Past, Darkly (Big Hits Vol. 2) (1969), Hot Rocks 1964–1971 (1971), Rolled Gold: The Very Best of the Rolling Stones (1975), Singles Collection: The London Years (1989), Forty Licks (2002), Singles 1968–1971 (2005) y GRRR! (2012).
Versiones en vivo de la canción han sido incluidos en los álbumes en vivo: Get Yer Ya-Ya's Out! (1970), Love You Live (1977), Live Licks (2004), Sweet Summer Sun: Hyde Park Live (2013) y Totally Stripped (2016). También ha sido incluida en varias películas de conciertos: Stones in the Park, Some Girls: Live In Texas '78, Let's Spend the Night Together, Stones at the Max, Voodoo Lounge Live, Bridges to Babylon Tour '97–98, Four Flicks, The Biggest Bang y Sweet Summer Sun: Hyde Park Live.
En 2004, la revista Rolling Stone la eligió en el puesto 116 en su Lista de Rolling Stone de las 500 mejores canciones de todos los tiempos.
La canción fue incluida en la lista del videojuego Band Hero de 2009.

## Estética en directo
Durante la etapa norteamericana del Steel Wheels Tour, un inflable gigante con forma de mujer fue preparado para aparecer justo antes del primer estribillo. Hubo una animación presentada en vivo para esta canción cuando se realizó en concierto alrededor de 2002 y 2003. Se presentó una mujer topless montado en la lengua Rolling Stones que se vio en el comienzo del concierto.

## Personal
Acreditados:
- Mick Jagger: voz
- Keith Richards: guitarra, coros.
- Charlie Watts: batería
- Bill Wyman: bajo
- Mick Taylor: guitarra
- Ian Stewart: piano
- Jimmy Miller: cencerro
- Reparata and the Delrons: coros
- Nanette Workman (acreditada como Nanette Newman) : coros
- Doris Troy: coros
- Steve Gregory: saxofón
- Bud Beadle: saxofón

## Posicionamiento en las listas

### Listas semanales
| Listas (1969)                      | Mejor posición |
| ---------------------------------- | -------------- |
| Australia (Go-Set)                 | 2              |
| Alemania (Media Control AG)        | 2              |
| Austria (Ö3 Austria Top 40)        | 4              |
| Bélgica (Flandes) (Ultratop 50)    | 5              |
| Canadá (RPM)                       | 2              |
| Estados Unidos (Billboard Hot 100) | 1              |
| Irlanda (IRMA)                     | 1              |
| Noruega (VG-lista)                 | 2              |
| Nueva Zelanda (Listener)           | 1              |
| Países Bajos (Mega Single Top 100) | 4              |
| Reino Unido (UK Singles Chart)     | 1              |
| Suiza (Schweizer Hitparade)        | 1              |

### Listas anuales
| Listas (1969)                      | Posición |
| ---------------------------------- | -------- |
| Canadá (RPM)                       | 16       |
| Estados Unidos (Billboard Hot 100) | 4        |

## Country Honk
«Country Honk» es una versión country del sencillo «Honky Tonk Women», lanzada cinco meses después en el álbum Let It Bleed (1969). Como se señaló anteriormente, el arreglo country fue el concepto original de «Honky Tonk Women».
Según algunas fuentes «Country Honk» fue grabado en el estudio de grabación Elektra en Los Ángeles. Byron Berline tocó el violín en la pista, y ha dicho que Gram Parsons fue el responsable de que fuera elegido para realizar el trabajo (Berline había grabado previamente con la banda de Parsons Flying Burrito Brothers). El productor Glyn Johns sugirió que Berline debería registrar su parte fuera del estudio para agregar ambiente al número.
Sam Cutler, Tour Manager de los Stones, aportó la bocina del coche al principio de la pista. Nanette Workman realizó los coros en esta versión (aunque los créditos del álbum la mencionan como Nanette Newman). Otras fuentes afirman que «Country Honk» fue grabada en los Olympic Studios justo después de «Honky Tonk Women», solo la parte de violín de Berline incluida en los estudios Elektra. Esta se apoya por la existencia de una grabación bootleg que no contiene el violín ni la guitarra slide de Mick Taylor. Richards ha declarado en repetidas ocasiones que «Country Honk» es como «Honky Tonk Women» fue escrita originalmente.

### Personal
Acreditados:
- Mick Jagger: voz
- Keith Richards: guitarra acústica, coros
- Mick Taylor: guitarra slide
- Charlie Watts: batería
- Byron Berline: violín
- Nanette Workman: coros (acreditada como "Nanette Newman")